# キン・ニュン
キン・ニュン（ビルマ語: ခင်ညွန့်、慣用ラテン文字表記: Khin Nyunt、ALA-LC翻字法: Khaṅʻ Ññvanʻ'、IPA: [kʰɪ̀ɲ ɲʊ̰̃]; 中国語: 欽紐; 1939年10月11日 - ）は、ミャンマー軍所属の軍人、政治家。階級は大将。軍事政権の序列3位として国家平和発展評議会（SPDC）第1書記および首相を務めた。シンガポール元首相・リー・クアンユーから「もっとも聡明な人物」と呼ばれたことがある。祖籍は広東省梅県区の客家系。

## 生い立ち
1939年10月11日、ヤンゴン地方域チャウタン郡区で、7人兄弟姉妹の末っ子として生まれる。父親は弁護士だったが、仕事はほとんどなかったので家庭は貧しく、2人の姉が物売りをして生計を立てていた。キンニュン自身もイギリス兵士に卵を売って缶詰を手に入れる物々交換をしていたのだという。町の近くに国軍の部隊が駐屯していたので戦闘にも巻きこまれたこともある。成績優秀で信心深い少年だった。
1956年、 ヤンキン大学（現ヤンキン教育大学）入学して、物理学、化学、数学を学ぶ。学生時代は寮生活を送り、キンニュンはノンポリだったが、同じ寮には後にビルマ共産党（CPB）に入党した者もたくさんいて、中には粛清され処刑された者や党幹部にまで出世した者いたのだという。そして家族に学費の負担をかけていることを申し訳なく思い、大学卒業前に士官訓練学校（OTS）を受験して合格、大学を中退して入学した。

## 軍歴

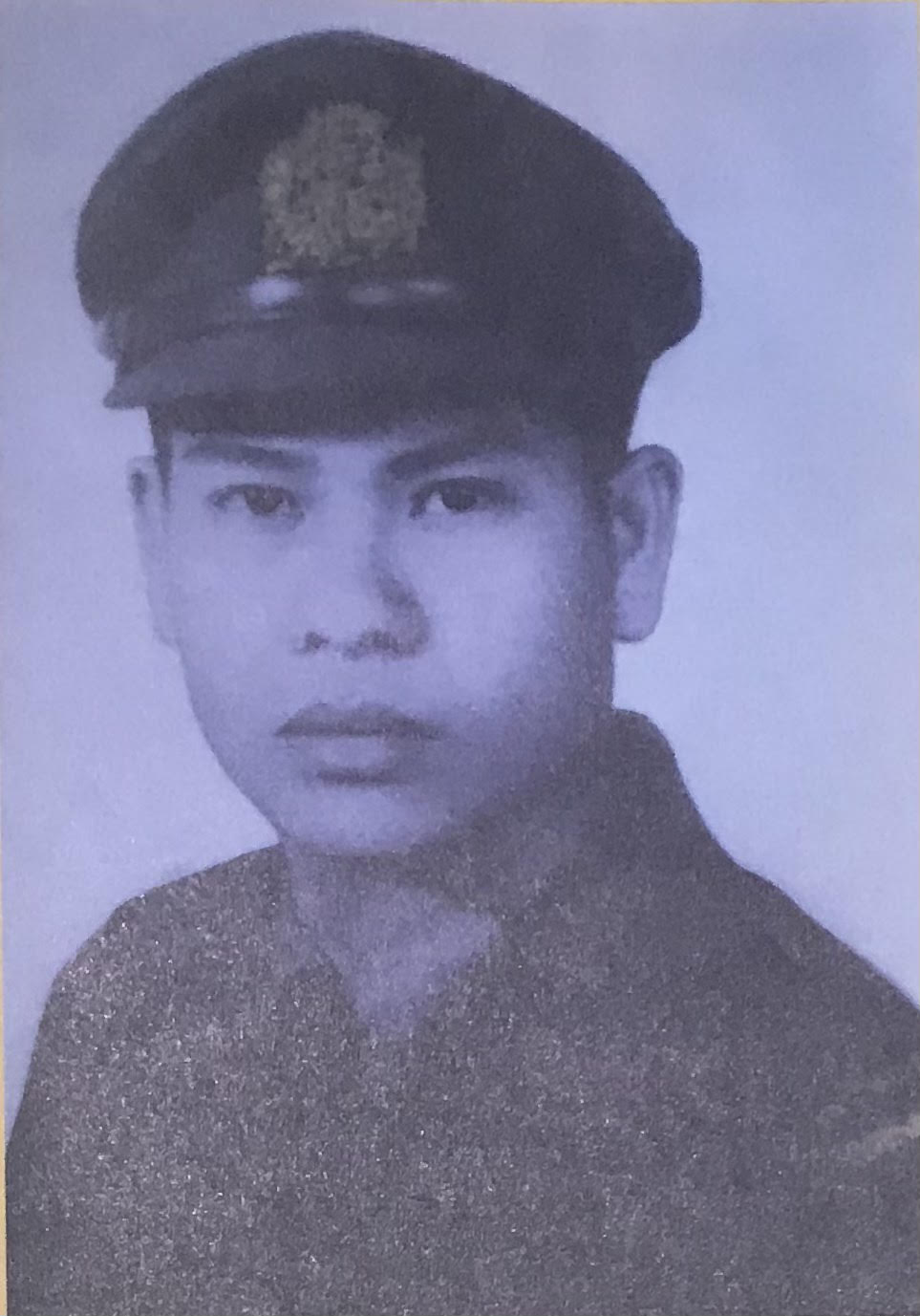
キンニュン（1962年）

シャン州南部ロイリン町の大隊本部第18歩兵部隊支部小隊長として任官した後、キンニュンは各地方の歩兵大隊、軽歩兵師団本部、軍管区司令部、国防省本部を渡り歩いてビルマ共産党（CPB）やシャン州の少数民族武装勢力と戦った。部下に殺害されたCPB議長タキン・タントゥンの遺体を発見して埋葬したこともある。小隊長、中隊長、大隊長、参謀長（第2級）、参謀長（第1級）、作戦参謀本部と順調に出世していき、のちの国家平和発展評議会（SPCD）議長・タンシュエとは、陸軍参謀本部時代に同僚であり、夜な夜な政治について語りあい、一緒にヤンゴンの土地を購入したほど親しい間柄だった。ラカイン州シットウェで、第20歩兵隊支部大隊長を務めていた時は、ロヒンギャの最初のバングラデシュ大量流出劇を引き起こしたドラゴン・キング（ナガーミン）作戦に従事した。
1983年12月30日、軍情報局（MIS）局長に就任した（のちに国防省情報局《DDSI》に再編）。ネウィンはキンニュンのことを知らなかったが、かつて警備を担当した当時の産業大臣・ティンスウェ（Tint Swe）の推薦だったのだという。MIティン・ウーの後任だったアウンコー（Aung Koe）という人物が、同年10月9日ラングーン事件が発生した際にゴルフをしていたことがネウィンの怒りを買い、更迭されたことから、キンニュンは上司からゴルフ禁止令を出され、以来、キンニュンは1度もゴルフをしなかったのだという。
キンニュンはすぐにネウィンの信任を得、ネウィンの外遊に同行してドイツ、スイス、イギリスなどを訪問した。この経験は政権幹部たちの考え方を知り、外国の要人たちとの付き合いかたを学ぶうえで非常に有益だったのだという。またキンニュンはネウィンを「父」と呼んで非常に尊敬しており、ネウィンがスイスに隠し口座を持っていたという噂を否定している。

1988年、喫茶店でのちょっとした喧嘩をきっかけにミャンマー全土で民主化運動が巻き起こった。キンニュンはDDSI局長と事態の収拾に奔走。当初、平和的だったデモは、やがて略奪・放火などの暴力行為にエスカレートしていき、国軍のスパイの疑いをかけられた者が斬首されるという事件も多発した。さらにCPBがこれを奇貨として政権を掌握しようと、密かにデモ隊の中に工作員を紛れこませたり、アメリカの戦艦4隻が領海侵犯したという情報も入手。事態を重く見た国軍総司令官のソウマウンとキンニュンがネウィンに相談したところ、クーデターの決行を促され、9月18日、国軍はクーデターを決行し、国家秩序回復評議会（SLORC）を設置して、ソウマウンが議長に就任した。ただしキンニュンは、クーデターではなく、あくまでも国民生活の安全のため、国家の平穏のため、法の支配の確立のため、統治機構の回復のため国軍が介入して責任を負ったと主張している。2003年8月、首相就任演説において、キンニュンはこう述べている。
否定できない歴史の形を破壊して、悪意を持った者たちが、1988年に起きた騒乱・騒擾を民主化運動という聞こえの良い言葉で置き換えても、しっかり分析してみると、この騒乱・騒擾の内実は、政治的な利益を得ようとする者たち、欧米諸国の扇動に踊らされ、なびいてしまった人々、民主主義の衣を着た左翼主義者たちが合流して、以前の政権に不満を持っていた人々を取りこみ、無法な行為を行わせるよう仕向けたものだった。政治的な利益を得ることを目的として騒乱・騒擾を起こしている者、チャンスを窺ってここぞとばかりに略奪を行う者が大多数となったため、無法な行為が国全体で横行し、連邦国家がバラバラに崩壊する危機を迎えたのである。

## SLORC/SPDC第1書記
キンニュンは国家法秩序回復評議会（SLORC）第1書記となり、1997年11月にSLORCが国家平和発展評議会（SPCD）に改組されると、引き続きその地位に留まり、2002年9月には大将に昇格した。軍政No.3の地位である。職務内容は複数の省庁にまたがる問題の取りまとめで、直接管轄していたのは教育省と保健省だけ、裁量の自由があったのは武装勢力との和平、国境地帯の発展事業、治安と諜報活動、文化・宗教に関することだけだった。在任中、キンニュンはさまざまな改革を担ったが、欧米諸国から経済制裁を受け、予算の制約がある中で非常に苦労したのだという。

### ビルマ共産党の崩壊と停戦合意
1989年、長年の宿敵・ビルマ共産党（CPB）のコーカン族やワ族の下級兵士たちが、ビルマ族の幹部が支配するCPBを離脱したがっているという情報を入手したキンニュンは、密かに彼らと会談を持った。その後、彼らが反乱を起こしてCPBが崩壊すると、丸腰で彼らの元に馳せ参じて信頼関係を築きあげ、停戦合意を結んだ。その後、他の少数民族武装勢力とも次々と停戦合意を結び、ミャンマーは独立以来もっとも平和な時代となった。停戦合意を結んだ後は、各少数民族武装勢力の支配地域で麻薬撲滅、インフラ整備、産業育成に取り組んだ。

### 教育改革
当時のミャンマーの教育は非常に遅れていて、富裕層やエリート人材の海外流出が問題となっていた。ミャンマー教育委員会委員長としてキンニュンは、学校や大学を多数新設・改築し、教科書を改定した。1988年の時点で20校しかなかった大学は、2009年には156校に増加した。ヤンゴン大学は大幅に施設を増設した。しかし大学が反政府運動の拠点となったため、大学は度々閉鎖を余儀なくされ、この時期、学生の学力低下と大学の機能・信用低下が深刻化した。

### 医療改革
ミャンマー保健委員会委員長としてキンニュンは、病院を多数新設・改築し、医薬品不足、医療器具不足、医療従事者不足の問題に取り組んだ。マグウェ医科大学、伝統医療大学の建設は特筆すべき成果として自伝の中で挙げている。

### 文化事業

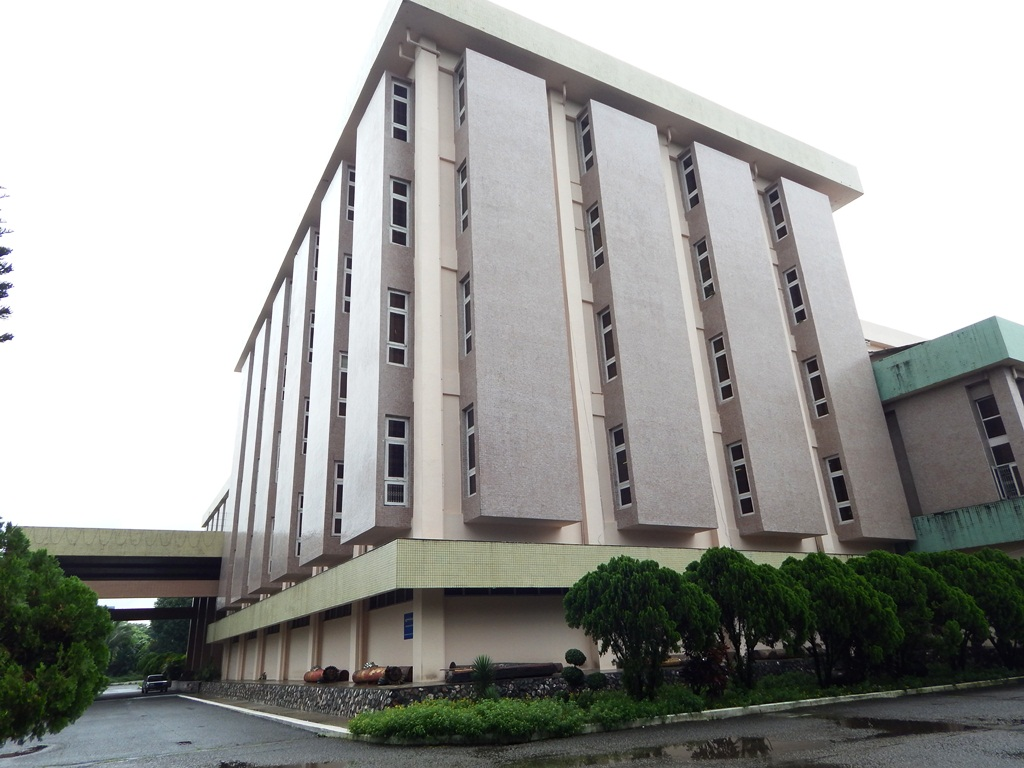
国立博物館（ヤンゴン）

キンニュンはミャンマーの伝統文化を非常に大切に考えており、ヤンゴン国立博物館、文化大学、バガン文化博物館を建設し、シュエダゴン・パゴダの修復、バガンの遺跡の修復・保存に尽力し、マンダレー王宮、アウンゼーリャ王宮、バガン王宮など過去の王朝の王宮を再建した。またミャンマーの伝統芸能が集う伝統芸能大会や、ミャンマーの伝統的なボートの大会を開催した。

### ヤンゴン再開発
キンニュンがSLORC第1書記に就任した当時、ヤンゴンの景観はひどいもので、シンガポールがヤンゴンを参考にして都市づくりをしたという往年の面影はなかった。キンニュンは道路の道幅を拡大したり、公園を整備したり、スラム街を取り壊して郊外にダゴン、シュエピーター、ラインターヤーなどのニュータウン、工業団地を建設したりして、ヤンゴンの美化に尽力した。

### 麻薬撲滅事業
シャン州やカチン州の少数民族武装勢力と停戦合意を締結したことにより、キンニュンは件の地域で麻薬撲滅に尽力した。サトウキビの栽培、養豚、養鶏などの麻薬代替産業の育成を支援し、国軍情報部とミャンマー警察が合同でケシ畑の焼却、麻薬密造工場・麻薬シンジケートの摘発などを行った。ヤンゴンには麻薬撲滅記念館を建設し、啓蒙活動にも力を入れた。しかしその努力も虚しく、現在でもミャンマーは一大麻薬生産地であり、2021年クーデター後は麻薬生産量は拡大している。

### 外交
キンニュンはSLORC議長ソウマウンから外交を一任され、SPORCがSPDCに改組されタンシュエが議長になった後も、タンシュエは表敬訪問などの形式的なものに顔を出すだけで、実質、キンニュンが取り仕切っていた。キンニュンが外交を担っていた時期は、欧米諸国から経済制裁を受け、中国との関係が深まっていた時期で、キンニュンは国益を損なわぬようミャンマーの代表として尽力した。この間、ミャンマーの良き理解者として、タイのタクシン首相、シンガポールのリー・クアンユー首相、インドネシアのスハルト大統領、国連難民高等弁務官の緒方貞子、国連事務総長特別代表のラザリ・イスマイルの名前を挙げている。欧米諸国の政治家・外交官も、会談すればミャンマーの実情を理解してくれたが、国に話を持ち帰ると理解してくれる人がおらず、外交が停滞したのだという。

### ディベイン事件
2003年5月30日、サガイン管区・モンユワ近郊ののディベイン村で、遊説中のスーチーが乗った車が連邦団結発展協会（USDA）のメンバーと思われる数千人の暴徒に襲撃される事件が発生し、政府発表によれば4人、目撃者の証言によれば70人の死者が出た。事件後、スーチー以下100人以上の国民民主連盟（NLD）党員の身柄が拘束され、結局またもスーチーは自宅軟禁下に置かれた。この事件に関しては、遊説中のスーチーが行く先々で騒動を起こしていたので、タンシュエが、キンニュン含むSPCDメンバーを集めて遊説を中止させるように命令したところ、キンニュンは暴力的手段の行使には反対したが、受け容れられなかった。結局、この作戦は他の者が担当して事件を引き起こした。キンニュンは情報を知りえる立場にはいたが、事件に関与はしていないと主張している。

## 首相

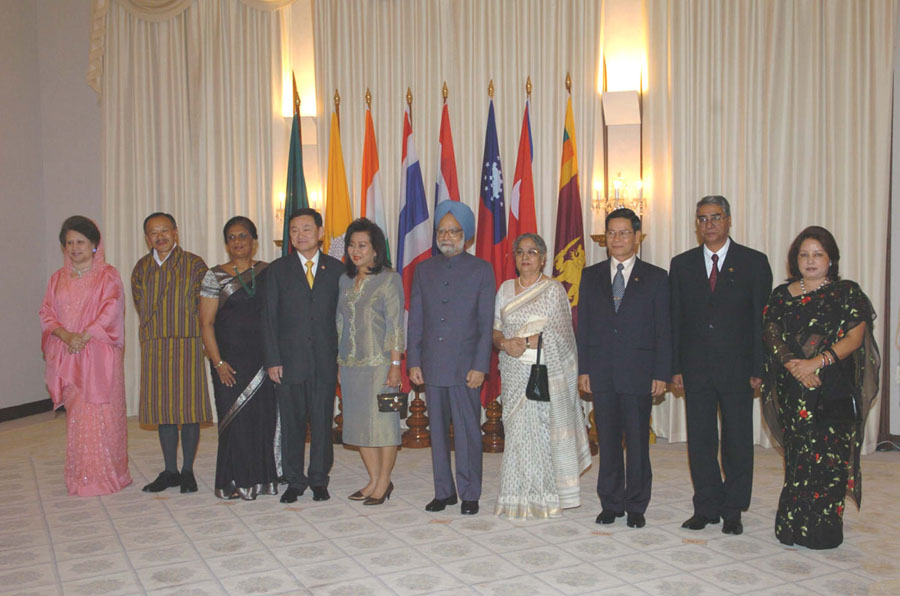
2004年1月、バンコクで開催されたベンガル湾多分野技術経済協力イニシアチブ（BIMSTEC）サミットにて

2003年8月25日、キンニュンは首相に就任した。第1書記からは外れたが、SPCDには委員として留まり、DDSI局長の座もそのままだった。そして8月30日の首相就任演説において、民主化達成のための7段階のロードマップを発表した。これは以前、キンニュンがタンシュエに提案したところ却下されたものを、そのタンシュエの「やってみようか」という鶴の一声で決まったものである。キンニュンは外交を担う中で、昵懇にしていたリー・クアンユーや欧米諸国の政治家・外交官から民主主義への早期移行を勧められ、密かにアイデアを温めていたのだという。
1. 1996年以来停止している制憲国民会議の再開
2. 真の民主主義制度構築のために必要なプロセスの実行
3. 新憲法の制定
4. 国民投票による憲法採択
5. 新憲法にもとづく自由かつ公平な国会議員選挙
6. 国会開催
7. 近代的、発展的、民主的国家の建設。国会の議決にもとづく政府の樹立。

ちなみにこの首相就任演説の中で、キンニュンは自身の民主主義観を披露している。
実際、民主主義というのは、当該国の歴史的背景や地理的条件にもとづいて具体化しなければならない。民主主義の形態は国によって異なることは言うまでもなく、現在、民主主義を実践している国とわが国とは歴史的背景、地理的条件、民族や文化、習慣などの点で異なっている。このような違いがあるため、私たちは他の国の民主主義をそっくりそのまま模倣して実践できないことは真実である。

## 失脚

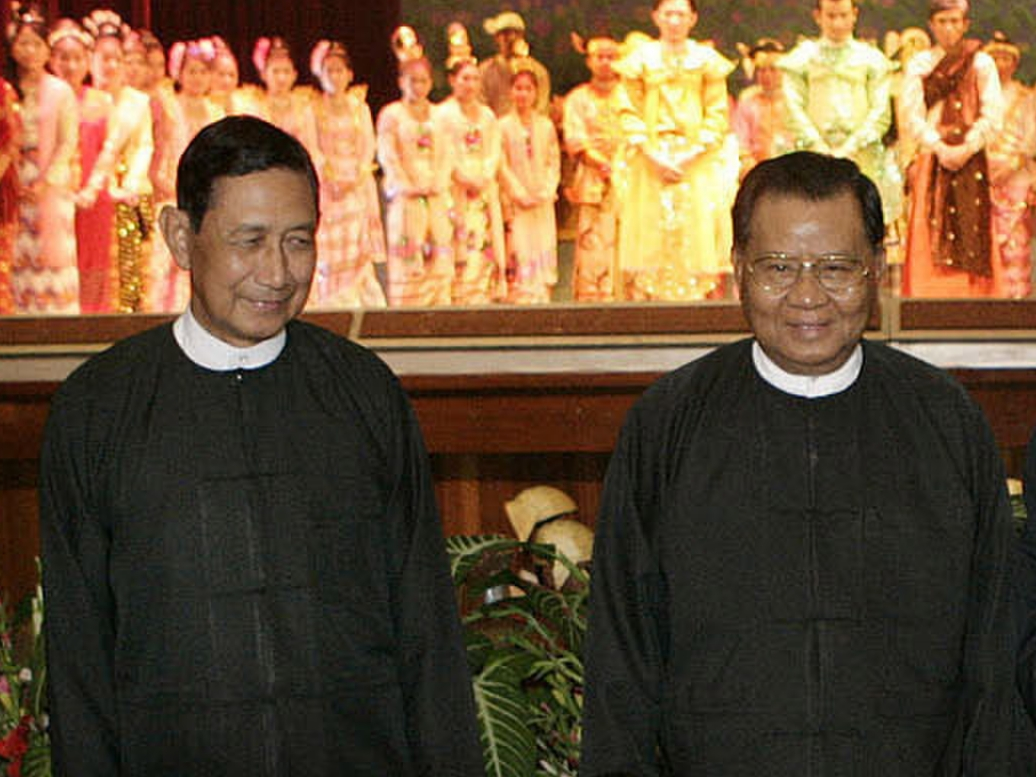
マウンエイ（左）とタンシュエ（右）

2004年10月7日、キンニュンは、出張からヤンゴンにある軍務局に戻ってきたところで、トゥラ・シュエマン、マウンエイ、テインセインから自宅に戻るように告げられ、戻ったところで家族とともに自宅軟禁下に置かれた。その後、汚職の罪で起訴され、2005年7月12日、禁錮44年の有罪判決を受け、情状酌量により自宅軟禁の措置が取られた。DDSIは解体され、約3500人の職員は逮捕されたり、左遷されたりする憂き目にあった。ただDDSIが腐敗していたのは事実だったようで、それについてキンニュンは自伝の中で率直に謝罪している。
失脚の理由は軍政No.2のマウンエイSPCD副議長との確執とも言われている。2001年には1994年にキンニュンが設立した、外交、経済、情報、少数民族に関する戦略策定を行う戦略研究室(OSS)をマウンエイが廃止した。2002年3月にはネウィンの親族によるクーデター計画が発覚し、ネウィンとその妻娘は自宅軟禁下に置かれ（ネウィンはその年の12月に死去）、ネウィンの義理の息子・エイゾーウィン、孫のエイネウィン、チョーネウィン、ズウェネウィンは逮捕されて終身刑を受け、その他100人近くの逮捕者が出る事態となったが、のちにDDSINo.2のチョーウィンが、これはキンニュンを国家元首にする計画だったことを明らかにしている（ただチョーウィンはキンニュンを監視するためにタンシュエがDDSIに送りこんだ人物なので、発言の信憑性には疑義がある）。この点、リントナーは、キンニュンとDDSIが巨額の富を蓄積して、国家内国家を築いていたことが失脚の理由に挙げている。キンニュンは自身の蓄財については、自伝の中でも一切言及しておらず、自宅軟禁中は読書、瞑想、庭の手入れなどをして過ごし、家財や庭で育てたランの花を売って収入源とするなど倹しい暮らしをしていたと述べている。
2012年1月13日、テインセイン大統領が大規模な恩赦を実施し、キンニュンも自宅軟禁を解かれた。

## 釈放後

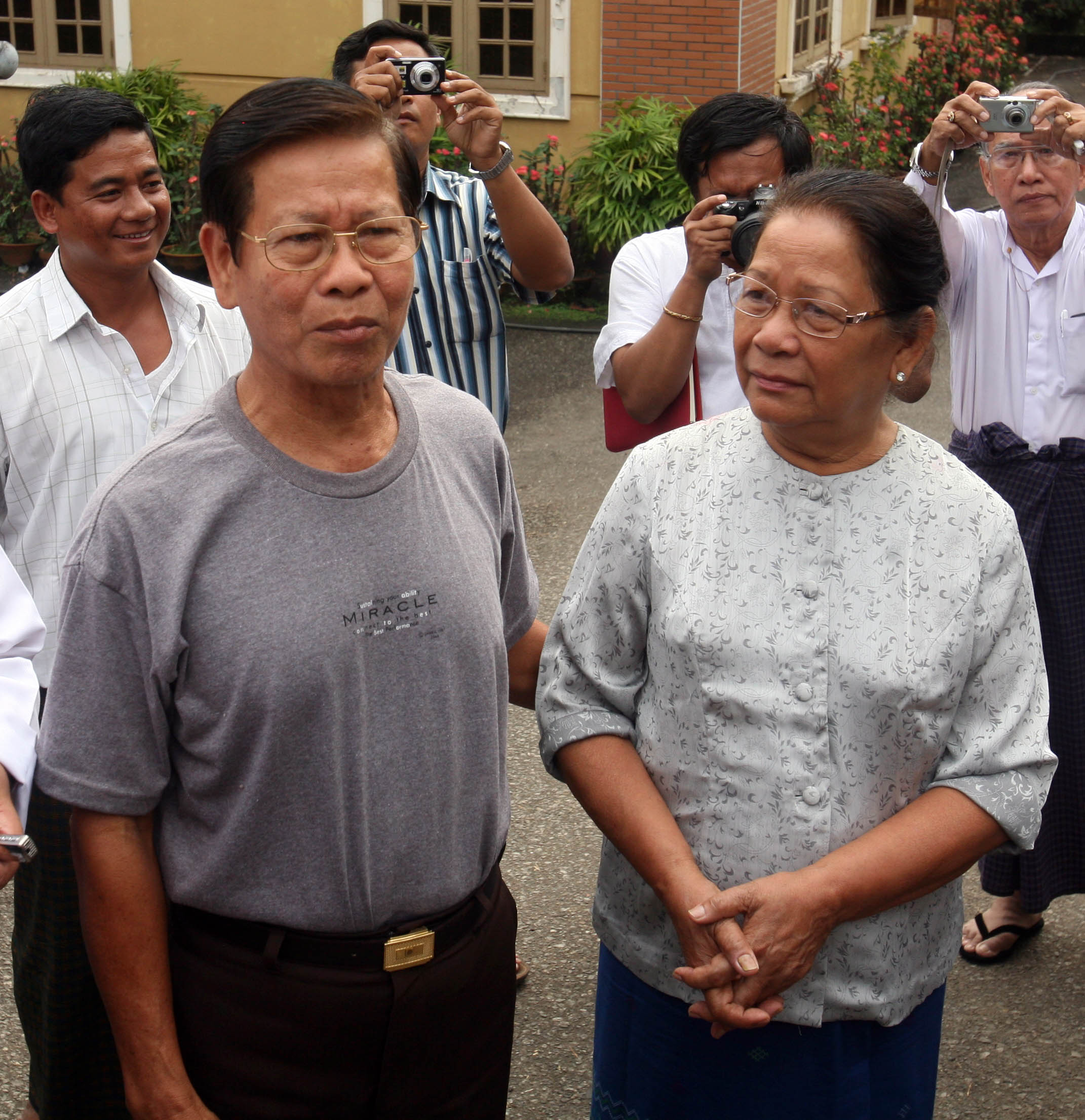
2012年、自宅軟禁を解かれた直後のキンニュン

自宅軟禁を解かれた後、キンニュンはヤンゴン北部県マヤンゴン郡区に転居して、退職金も年金もなかったことから、自宅で画廊、土産物屋、喫茶店を営んで生計を立てながら、瞑想や慈善活動を行っている。
2015年には自伝『私の人生にふりかかった様々な出来事―ミャンマーの政治家　キン・ニュンの軌跡』を出版して大きな反響を呼んだ。実はその前に書き終わっていたのだが、軍政下では出版が認められず、テインセイン政権下で言論の自由が大幅に認められてから、ようやく出版が実現した。
2021年12月5日、キンニュンはミンアウンフラインの訪問を受けたが、アルツハイマー病を患っており、ミンアウンフラインを認識できなかったのだという。2021年クーデター後、国家行政評議会（SAC）は、キンニュンの元部下たちに支援を求めているとも伝えられている。

## 人物

### ビルマ族の特徴
自伝の中でビルマ族の特徴を次のように述べている。
1. 素直さや公明正大性に欠ける。
2. 自分1人さえ良ければ良いと言う気持ちが強い。
3. ある地位を得ると、他の人に譲りたくないと言う気持ちが強い。
4. 同僚とさえそりが合わないことが多い。

### 農畜産業中心の国家観
2021年クーデター後、ミンアウンフラインは事あるごとに農畜産業中心の国作りを訴えているが、キンニュンの国家観もこれと同じである。経済の自由化を進め、外資の導入と工業化にも積極的だったテインセインとは対照的である。
重要なことは、わが国は工業国には絶対になり得ないことである。先祖代々、農業を基本に努力してきた国である。国の経済は、農業や畜産業を中心とした産業を盛んにするように、努力しなければならない工業国にするという方針は、外国勢力の傘下に入ることになる。農業や畜産業を基本とした産業が盛んになるように、これらの産業が栄えていく国から技術を習得できるように、努力すれば、国や国民にとって利益となるだろう。

### 反共思想
ビルマ共産党（CPB）と戦った経験があるからか、キンニュンは強烈な反共思想の持ち主である。1989年8月5日には記者会見を開いて、8888民主化運動の際のCPBの活動について詳細に批判している。

自伝の中でもCPBに対する警戒心を怠らぬよう警告している。
CPBは、現在、組織として存在していないことは確実である。しかし、CPBの思想や考え方を信奉する者、以前から都市部に派遣していて、工作員（UG）として都市にひっそりと暮らしているものはまだ存在してるだろう。また8888民主化運動の際に逮捕されて服役した後、刑期が満了して釈放されたUGも都市部の各階層に潜伏している。 
CPBという組織がはっきりとは現れなくても、CPBの思想を持っている者、CPBが育成したUGの残党や新しい世代もいるだろう。外国に影響され、裏切り者は粛清されるCPBの党方針のせいで次第に勢力が衰退したが、新しい形で国民の中にじわじわと浸透している。 

現在、欧米スタイルの皮を被り、新奇な政治や経済に関する思想、新しいスタイルの組織化によりCPBの思想が広まる可能性がある。ミャンマーの経済が遅れているために貧困が広まっていること、あらゆる面で遅れていることを利用して、貧困層の国民や地方農村に住む労働者や農民、取りこみやすい若者をターゲットに、CPBの残党が思想を広めて影響下に置く可能性がある。　　

### 大国不信
他の国軍幹部と同様、キンニュンも英植民地時代のイギリスの分割統治が民族対立の原因と考えているようである（ただこの点については異論が多々ある）。また現在でも経済的に豊かな国がミャンマーを搾取することにより豊かになっていると考えており、「中国はミャンマーの天然資源のおかげで発展した」「タイはわが国の天然資源を盗み取り、密輸により莫大な利益を上げている」「ミャンマーは日本の中古車を必要以上に大量に輸入しており、ミャンマーにある外貨はほとんど日本に流出してしまった」などと述べている。

### 外国文化フォビア
民政移管以降、外国文化が大量に流入してきて、ロンジーなどのミャンマーの伝統文化が廃れつつあることを嘆いている。特にミャンマーの若者の間で人気のある韓国のドラマや映画が、若者の服装、貞操観念に悪影響を与えていると指摘している。

### ロヒンギャ
ラカイン州の原住民はラカイン族で、ロヒンギャはバングラデシュからの移民であり、バングラデシュは国土が狭く、人口が多いのでラカイン州への人口圧力があると考えている。ロヒンギャのボートピープルも大半はロヒンギャを偽装したバングラデシュ国籍の人々だと主張している。

## 私生活
医師のキンウィンシュエとの間に息子2人、娘1人がいる。長男のゾーナインウーは軍人となり、大隊長にまで出世したが、父親とともに逮捕され、釈放後は零細事業を営んでいる。次男のイェーナインウィンは医師になったが、その後IT業界に転身した。彼も父親とともに逮捕され、釈放後は喫茶店を営んでいる。長女のティンミャッミャッウィンはコンピューター大学卒業後、結婚して夫の事業を手伝っていたが、父親の逮捕とともに夫が逮捕され、現在は造花の制作を行っている。キンウィンシュエはミャンマー母子協会の副委員長として、また全ミャンマー女性問題委員会や全ミャンマー女性問題連盟の役員として、女性の地位向上、人権問題、保健医療の分野で尽力した。

## 年譜
出典
- 1959年 - ヤンキン大学（現ヤンキン教育大学）卒業
- 1960年 - 士官訓練学校（OTS）第25期生として卒業。
- 1960年 - 第18歩兵部隊小隊長（階級：少尉 勤務地：シャン州南部ロイリン町）
- 1965年 - 南西軍管区本部参謀長（第3級）
- 1966年 - 第77軽歩兵師団本部師団長秘書役
- 1969年 - 南東軍管区本部軍管区長秘書役（勤務地：モーラミャイン）
- 1973年 - 第1シャン州鉄砲隊中隊長（階級：少佐）
- 1974年 - 中部軍管区本部参謀長（第2級）（勤務地：タウングー）
- 1978年 - 第20歩兵部隊大隊長（勤務地：ラカイン州シットウェ）
- 1979年 - 陸軍参謀本部参謀長（第2級）
- 1981年 - 陸軍参謀本部第1特別作戦部部長（第1級）（階級：中将）
- 1982年 - 第44軽歩兵師団本部戦略部長（勤務地：モン州タトン）
- 1983年 - 国軍情報部局長
- 1988年 - 国家法秩序回復評議会（SLORC）第1書記
- 1992年 - 国家平和発展評議会（SPDC）第1書記
- 2003年 - 首相